# Liste der Bodendenkmale in An der Poststraße
In der Liste der Bodendenkmale in An der Poststraße sind alle Bodendenkmale der Gemeinde An der Poststraße und ihrer Ortsteile aufgelistet. Grundlage ist die Veröffentlichung der Landesdenkmalliste mit Stand vom 25. Februar 2016. Die Baudenkmale sind in der Liste der Kulturdenkmale in An der Poststraße aufgeführt.

## Liste
| Denkmal-ID | Fundart             | Ortsteil   | Bezeichnung                    | Zeitstellung | Lage | Bemerkungen | Bild |
| ---------- | ------------------- | ---------- | ------------------------------ | ------------ | --- | --- | ---- |
| 428300701  | besonderer Stein    | Braunsroda | Bauernstein                    | undatiert    | neben dem Kriegerdenkmal unter zwei Linden u. einer Eiche, am westl. Dorfausgang nach Braunsroda (Lage) | fünfeckige Steinplatte ca. 170* 110* 27 cm |      |
| 428300159  | Befestigung > Burg  | Burgheßler | Spornburg „Hausberg“           | Mittelalter  | Burgberg- N vom Ort (Lage)                                                                              | ovale Hauptburg mit Ruinenresten, rechteckig umwallte Vorburg (hier kaum noch Ruinenreste vorhanden), nur noch Senken/Fundamentfläche erkennbar, Brunnen offen                                                                 |      |
| 428300595  | Grabmal > Grabhügel | Burgheßler | Grabhügel, 2 bis 3 Hügelgräber | undatiert    | 800 m SW vom Ort, auf dem Horchberg (Lage) (Lage)                                                       | sehr flache Erhebung - Grabhügel ? ca. 40 bzw. 45 m in NO Richtung gibt es zwei deutliche Erhebungen die mit größerer Wahrscheinlichkeit als Grabhügel angesehen werden könnten                                                |      |
| 428300594  | Grabmal > Grabhügel | Burgheßler | vier Hügelgräber „Brandloch“   | undatiert    | 800 m östl. vom Ort (Lage)                                                                              | sehr flache, längsovale Erhebung ohne deutliche Hügelform im Lärchenwald, ca. 50 m westlich davon deutlich erkennbarer Grabhügel, 10–12 m Durchmesser, ca. 0,5–1,0 m hoch, unmittelbar im Bereich der Einmündung des Waldweges |      |
| 428300161  | besonderer Stein    | Burgheßler | Menhir „Lichtenstein“          | Neolithikum  | 1,5 km SW vom Ort (Lage)                                                                                | in NO-Richtung vom Menhir Lichtenstein wurden 2 weitere 'besondere' Steine (evtl. Menhire bzw. Reste) lokalisiert - 2. Menhir - Entfernung 680 m NO -3. Menhir - Entfernung 650 m NO                                           |      |